# El retaule del flautista
El retaule del flautista és una obra de teatre de Jordi Teixidor amb música i cançons de Carles Berga, publicada el 1968 i premiada amb el premi Josep Maria de Sagarra el mateix any. És una farsa i sàtira política sobre el caciquisme i la corrupció municipal, així com una crítica al poder polític, eclesiàstic i militar. Se'n valorà el missatge crític amb la dictadura franquista.

## Estrena
L'estrena a Barcelona i Palma omplí les sales de gom a gom, i va engrescar un públic de jovenesa en general. A Barcelona es va representar al teatre Capsa i a Palma a l'Auditòrium. L'autor va inspirar-se en una versió per a teatre infantil del conte del Flautista d'Hamelín i en va mantenir la senzillesa i ingenuïtat simulada que va entusiasmar el públic.
A l'elenc hi ha noms avui oblidats, però també un parell de personatges que han marcat la història del teatre: Alfred Luchetti, Ovidi Montllor, Andreu Martín, Conxa Sagarra, Domènec Bergadá, Eduard Castals, Elpidia Oliver, Ferran Morales, Francesc Teixidor, Ramon Teixidor, Francina Aloy, Isabel Martínez, Jaume Fuster, Joan R. Martínez, Joaquim Bas, Jordi T. Omedes, Nadala Batiste, Xavier Vivé. Aquest muntatge va comptar, a més, amb la direcció musical de César Díaz.
L'agost de 1971, la versió en castellà, al teatre Reina Victoria pel grup madrileny Tábano va quedar un dia al cartell fins que va ser prohibida per la censura franquista. Se'n conserva un àudio històric.

## Personatges[6]
- Schmid: És un burgmestre que parla molt
- Frida: Narradora que ens fa un petit resum de cada escena. És qui emprèn l'acció perquè la gent poderosa de la vila vegi el problema de les rates com a propi.
- Hans: Narrador que ens explica en moltes ocasions què passarà en l'escena.
- Ferrer: És el cap de la milícia i una persona rígida. El preocupa l'ordre de la ciutat. Ell sempre fa més cas a la fe moral que al burgmestre.
- El sabater: Un home sincer, coherent, que veu les contradiccions del burgmestre i voldria substituir-lo. Ell és qui causa la revolta.
- El reverend Grundig: Un personatge tòpic que representa l'aliança entre l'Església i el poder. Ell diu que Walter és un bruixot i l'intenta cremar a la foguera.
- Els regidors (Batts, Webs, Kost, Rush): Són uns personatges que defensen els propis interessos quan hi ha problemes. Per això es reparteixen les rateres entre els seus magatzems i botigues.
- Els sindics (Weis i Baun): Veuen que la plaga és una bona ocasió per treure'n profit, ells especulen que Walter és un bruixot i l'intenten enfonsar. Són els mestres dels gremis de Manyans i de la Doctíssima Corporació d'Apotecaris.
- El Burgmestre: Un home autoritari, però que manifesta certes qualitats, entre elles la intel·ligència, el seny i l'honradesa. És un home just que vol ser reelegit, per això intenta solucionar el problema de les rates tot i que al final les rates els treuen del poble.
- Walter Romberg: És el flautista. Dona per descomptat que és el flautista d'Hamelín, però no hi ha manera de saber-ho del cert. És un personatge irònic, no té pèls a la llengua i és honest. El posen a la presó perquè el capellà diu que és un bruixot. Al final el burgmestre li dona els diners i li diu que comenci la feina, però ell els hi torna i fuig corrents.
- Lisbeth: La filla del burgmestre és una noia jove, respectuosa amb el seu pare, però sembla que s'enamora de Walter, i per això l'intenta treure de la presó.
- Grete: És la criada del burgmestre. Posa pegues a Walter dient que el dimoni l'envia. Remuga pregàries.
- Agutzil: És un ajudant del burgmestre. Representa la veu del burgmestre al poble.

## Resum[6]

### Primera part
Pròleg: Lisbeth i Hans. El pròleg és una petita introducció a l'obra, al retaule. L'obra té lloc a Pimburg, una vila fictiva d'Alemanya pels voltants del riu Weser. Tota la vila estava infestada de rates, es trobaven per tot arreu, ho destrossaven tot i eren tan grosses que fins i tot els animals domèstics en tenien por. Cada vegada n'hi havia més i la gent ja no sabia què fer, així que van decidir anar a la casa de la vila, on hi havia el burgmestre, el cap de la vila i els regidors.
Escena I: Frida, Agutzil, Batts, Schmid, vilatans, Sabater, Ferrer i Grundig. Els residents a la casa de la vila no s'esperaven res. Però, de sobte, tot el poble es va reunir davant de la casa. Estaven farts de les rates i eren allà per demanar l'ajuda de l'Ajuntament. Tanmateix, no van voler assumir cap responsabilitat i van intentar treure-se'ls de sobre. El Sabater, la veu de tota aquella revolta, va exigir que una persona representant del poble formés part del Consell (en què es prenien totes les decisions) amb la finalitat de donar les seves opinions i defensar el poble. Tot i així, la revolta es va començar a descontrolar i per no cridar a la milícia, van demanar ajuda al reverend Grundig, que amb les seves paraules va aconseguir que molta gent marxés cap a casa, tot i que continuava havent-hi gent a la plaça.
Escena II: Hans, Schmid, Agutzil, Weis i Baun. A la casa de la vila no es preocupaven gaire pel tema, però dos comerciants hi van intervenir. Baun i Weis eren representants del Gremi de Manyans (Baun) i de la Doctíssima Corporació d'Apotecaris (Weis). Abans eren enemics i no oferien productes junts, però havien fet un pacte i es van presentar davant del burgmestre oferint-li solucions al problema de les rates, unes solucions eficaces però el doble de cares. Cadascun oferia un producte que ja havia fabricat abans, com ara el mata-rates o les trampes, però modificat perquè fos més eficaç i productiu. L'Ajuntament, finalment, volia intervenir i fer alguna cosa per treure les rates del poble, però no tenien diners per a res, per sort el poble no era una vila pobra i d'un lloc o altre era possible treure els diners.
Escena III: Frida i Hans. Frida i Hans eren uns vilatans que van prendre una decisió: omplir de rates els establiments dels regidors, del burgmestre i del Ferrer, a més a més de la casa de la vila. Van pensar que si els omplien els negocis de rates els comprendrien i decidirien ajudar-los des de l'Ajuntament. Així no pensarien que era un problema que cadascú havia de resoldre a casa seva; perquè afectava a tothom i no es podrien trobar rates als barris pobres de la ciutat, perquè encara que fossin persones importants també tindrien rates.
Escena IV: Hans, Schmid, Kost, Rush, Ferrer, Webs, Batts, Agutzil, dependent i muller de Kost. El consell, finalment es va reunir per parlar sobre el tema de les rates a la vila. Aquest estava format pels regidors (Batts, Webs, Kost i Rush), el burgmestre i el Ferrer, com a cap de la milícia. Al principi tots van trobar que en aquest tema l'Ajuntament no hi havia d'intervenir. Tot el consell hi estava d'acord, però, de sobte, en mig de la reunió van cridar el regidor Rush i li van dir que tenia rates al magatzem. De seguida va canviar d'opinió; creia que l'Ajuntament sí que havia d'ajudar. El regidor Batts era veí seu i també va canviar d'opinió. A mesura que passava el temps tots els assistents de la reunió van ser avisats que hi havia rates i van decidir trobar una solució i ajudar el poble, perquè ara també els afectava a ells. No tenien fons, així que van pensar quin projecte de tots els que hi havia a la vila podrien dur a terme per invertir els diners en la solució al problema de les rates, però com que tots eren necessaris, finalment van decidir demanar un préstec de 10.000 escuts i, com les rates ja no hi serien, pretenien tornar-lo en dos anys amb els impostos apujats al poble.
Escena V: Hans, Lisbeth, Grete, Schmid, Agutzil, Webs i Walter. Les rates no marxaven i cada vegada n'hi havia més, a la casa de la vila fins i tot van arribar a atacar-los. El regidor Webs portava els documents per firmar el préstec, però just abans s'havia presentat allà un home que deia poder treure totes les rates en unes hores i per un molt bon preu. El burgmestre Schmid s'ho va pensar millor i va decidir donar-li una oportunitat, deixant de banda tot l'esforç que havia costat aconseguir el préstec. També pensà que els mata-rates no eren una solució del tot definitiva i si n'hi havia alguna de millor s'havia d'aprofitar. Walter Romberg era l'home tan conegut com a El Flautista d'Hamelin, tots estaven molt sorpresos. Es van presentar i després de molt negociar van arribar a l'acord que Schmid pagaria la feina quan estigués feta, només per 1.000 escuts.

### Segona part
Escena VI: El pregoner, anuncia que Walter ja ha acceptat l'encàrrec i que Walter traurà totes les rates. Els Vilatans estan molt contents amb la notícia, però Weis i Baun no n'estan gens, ja que Walter els ha tret el negoci i està posant en perill el seu gremi. Així que parlant i parlant arriben a la conclusió que la flauta de Walter li va donar el diable, que el diable l'ajuda, així que a ells els ajudarà algú encara més poderós, Déu, o sia el seu representant a Pimburg, el reverend Grundig.
Escena VII: Walter i Schmid estan dinant, Walter preparant-se per tocar la flauta i fer la seva part del tracte. Tot el poble ja està preparat a fora al carrer per veure com les rates marxen. De cop, el reverend Grundig entra a la sala, amb el ferrer, i mana que el detinguin. Schmid no entén res, i intenta parar-ho, però Grundig els explica que Walter és un bruixot, Schmid ho nega, però se l'emporten igualment.
Escena VIII: Schmid comunica als vilatans i al sabater la notícia que Walter, segons que diu el Reverend, és un bruixot. El poble s'enfada; els és igual si és un bruixot o no, només volen que els treguin les rates. Aleshores, el sabater i els vilatans són reprimits a cops per la milícia.
Escena IX: Lisbeth va a la cel·la de Walter per ajudar-lo a escapar. Li dona un bastó. El pla és que Walter faci veure que escanya Lisbeth i quan el carceller arribi li doni un cop de bastó. Quan estan a punt de començar, hi entra el Burgmestre. Li dona mil escuts a Walter i li demana que tregui fora les rates, que tot ha sigut un malentès. Walter, que veu la porta oberta, aprofita per marxar corrents i escapar-se.
Escena X: Weis i Baun se'n surten amb la seva, al final el poble contracta rateres i verí, però no serveixen per a res. Les rates es multiplicaven tant que al final els pimburguesos van haver de canviar de vila, però les rates van acompanyar-los i, per aquesta raó, ara no hi ha una sola vila que no estigui plena de rates.

## Organització social
L'obra El retaule del flautista se situa durant el segle xiv, en aquella època l'organització social era diferent de l'actual. L'església i tot allò relacionat amb Déu i la religió cristiana era molt important.
- La persona més poderosa era Déu; per sota seu hi havia l'església, la qual el representava, i estava composta pel papa, cardenals, bisbes, rectors i capellans.[1] Personatges: reverend Grundig (rector).
- Per sota hi havia els reis, nobles, comptes, i els burgmestres; aquests últims eren els alcaldes dels pobles i ciutats, i a més tenien la màxima autoritat civil. Personatges: Schmid (burgmestre), Lisbeth (filla del burgmestre).
- La milícia (el poder militar) eren aquells soldats que en temps de guerra, es quedaven als pobles i a les ciutats per protegir-les. Estava al servei del burgmestre. Personatges: Ferrer, soldats.
- L'agutzil (el poder executiu) era com un policia que estava a les ciutats i que, igual que la milícia, estava al servei del burgmestre. Personatges: Agutzil.
- Els regidors (el poder polític), els propietaris dels magatzems, de les botigues, etc. Normalment eren els rics del poble o de la ciutat. Personatges: Webs, Batts, Rush, Kost.
- Els síndics (el poder econòmic) eren els representants dels gremis. Personatges: Weis, Baun.
- A sota de tot, hi havia la gent del poble, la part de la societat més pobra. Estava composta per pagesos, peons, carnissers, peixaters, artesans… Personatges: Frida i Hans (narradors), sabater (representant del poble), Grete (minyona), carcellers, soldats, pregoners, vilatans…